# Осиновка (приток Енисея)
Осиновка — река в Туруханском районе Красноярского края России, правый приток Енисея.
Длина реки — 68 км, площадь бассейна — 450 км². Исток находится в болоте, на высоте 223 м, река течёт вначале на юго-восток, затем поворачивает на запад и до устья сохраняет направление. Государственный водный реестр отмечает два притока: один, безымянный, длиной 16 км, впадающий в 12 км по левому берегу и самый значительный, Малая Осиновка, длиной 36 км, впадающий в 7 км по правому берегу.
Осиновка впадает в Енисей, на высоте 34 м, в 1483 км от устья.
По данным государственного водного реестра России относится к Енисейскому бассейновому округу. Код водного объекта — 17010600112116100053813.